# Давыдовский сельсовет (Светлогорский район)

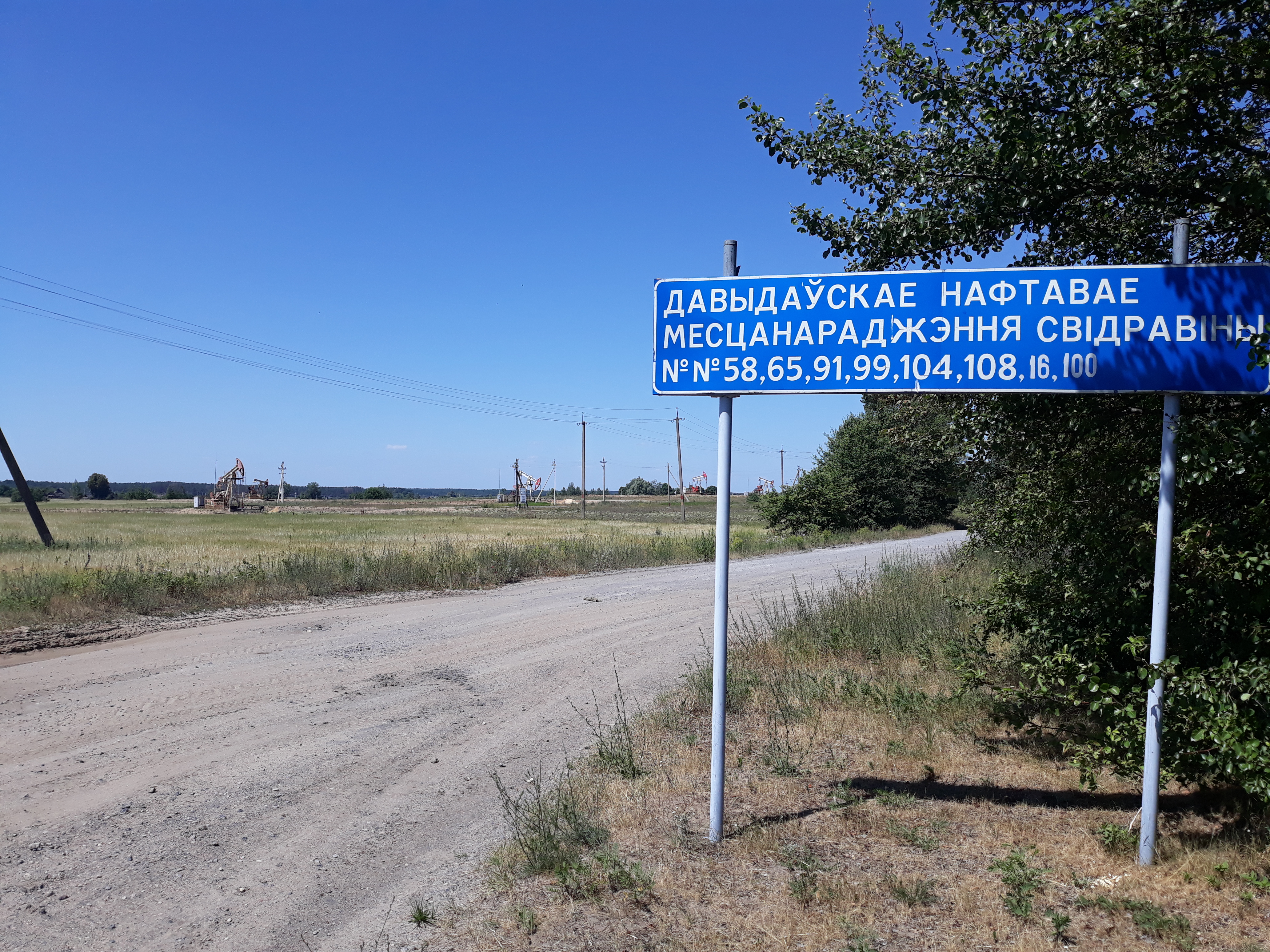
Указатель на вышки нефтяного месторождения на территории Давыдовского сельслвета

Давыдовский сельсовет (белор. Давыдаўскі сельсавет) — административная единица на территории Светлогорского района Гомельской области Республики Беларусь. Административный центр — агрогородок Загорье.

## История
16 декабря 2009 года в состав Давыдовского сельсовета включены населённые пункты упразднённого Полесского сельсовета — деревни Виша, Вьюнищи, Мыслов Рог, Меховщина, Полесье.
12 декабря 2013 г. из состава Давыдовского сельсовета исключена деревня Узнаж и включена в состав Сосновоборского сельсовета.

## Состав
Давыдовский сельсовет включает 15 населённых пунктов:
- Большая Людвиновка — деревня
- Вьюнищи — деревня
- Виша — деревня
- Горки — деревня
- Давыдовка — деревня
- Загорье — агрогородок
- Залье — деревня
- Корени — деревня
- Малая Людвиновка — деревня
- Мармовичи — деревня
- Мартыновичи — деревня
- Меховщина — деревня
- Мыслов Рог — деревня
- Полесье — агрогородок
- Просвет — деревня